# Juan Alberto Andreu Alvarado
Juan Alberto Andreu Alvarado (Barbate, 6 juni 1984), ook wel Melli genoemd, is een Spaanse betaalde voetballer die tussen 2011 en 2013 speelde voor het Belgische KAA Gent.
Hij is een polyvalente verdediger, die zowel rechts als centraal in de verdediging uit de voeten kan. Hij bracht het grootste deel van zijn professionele carrière bij Real Betis. Zijn bijnaam komt voort uit het Spaanse woord mellizo (tweeling). Melli is zelf een tweeling, zijn broer is ook een voetballer.

## Carrière
Melli begon als een 14-jarige te voetballen bij Real Betis, en doorliep alle jeugdreeksen van Real Betis. In 2001 schopte hij tot het reserveteam in 2001. Daarna werd hij ook in 2002 uitgeleend aan de buren bij Polideportivo Ejido, dit met 2 optredens in de Segunda Division.
Daarna kwam hij terug bij Real Betis, waar hij 8 jaar zou voetballen. Melli scoorde zijn eerste carrière doel via een kopbal uit een hoekschop Joaquín, tegen CA Osasuna op 18 september 2004 (3-2 verlies). Hij verscheen ook in de UEFA Champions League en UEFA Cup tijdens het seizoen van 2005-06. In het laatste, scoorde hij een essentieel doelpunt tegen AZ waardoor Real Betis zich plaatste voor de volgende ronde. Dit gebeurde slechts een week na zijn twee ongelukkige eigen doelpunten tegen FC Barcelona in het Camp Nou.
Melli won zijn eerste trofee voor Real Betis tijdens de Spaanse bekerfinale van 2005 tegen Osasuna in het Vicente Calderón-stadion op 11 juni 2005. Hij speelde de volledige 90 minuten. Real Betis won met 2-1. Melli bleef een defensieve zekerheid in de volgende seizoenen voor de Andalusiërs worden. Hij speelde gemiddeld 25 competitiewedstrijden per seizoen voor Real Betis. In het seizoen 2008-2009 degradeerde Real Betis naar tweede klasse.
In het seizoen 2010-2011 speelde Melli voor het CD Tenerife, dat uitkwam in de Segunda División. Hij speelde 25 wedstrijden met één doelpunt. Door financiële problemen kon CD Tenerife Melli zijn contract niet verlengen.
Zo tekende hij in augustus 2011 bij het Belgische KAA Gent, dit voor twee seizoenen.
Op 27 augustus maakte Melli zijn debuut tegen Lierse SK. Hij viel na de rust in voor Yassine El Ghanassy.
In het seizoen 2013/14 speelde hij in Moldavië voor FC Sheriff Tiraspol en een seizoen later in Griekenland voor Ergotelis FC. In 2015 ging hij in Azerbeidzjan spelen, eerst voor FK Simurq Zaqatala en sinds de zomer voor Neftçi Bakoe.

## Statistieken[1]
| Seizoen         | Club                  | Land                  | Competitie         | Competitie | Competitie | Beker | Beker | Internationaal | Internationaal | Totaal | Totaal |
| Seizoen         | Club                  | Land                  | Competitie         | Wed.       | Dlp.       | Wed.  | Dlp.  | Wed.           | Dlp.           | Wed.   | Dlp.   |
| --------------- | --------------------- | --------------------- | ------------------ | ---------- | ---------- | ----- | ----- | -------------- | -------------- | ------ | ------ |
| 2002/03         | Real Betis            | Vlag van Spanje       | Primera División   | 1          | 0          | 0     | 0     | 0              | 0              | 1      | 0      |
| 2003/04         | → Polideportivo Ejido | Vlag van Spanje       | Segunda División A | 1          | 0          | 0     | 0     | 0              | 0              | 1      | 0      |
| 2004/05         | Real Betis            | Vlag van Spanje       | Primera División   | 14         | 1          | 1     | 0     | 0              | 0              | 15     | 1      |
| 2005/06         | Real Betis            | Vlag van Spanje       | Primera División   | 31         | 0          | 2     | 0     | 11             | 1              | 44     | 1      |
| 2006/07         | Real Betis            | Vlag van Spanje       | Primera División   | 27         | 0          | 0     | 0     | 0              | 0              | 27     | 0      |
| 2007/08         | Real Betis            | Vlag van Spanje       | Primera División   | 26         | 0          | 2     | 0     | 0              | 0              | 28     | 0      |
| 2008/09         | Real Betis            | Vlag van Spanje       | Primera División   | 26         | 1          | 4     | 0     | 0              | 0              | 30     | 1      |
| 2009/10         | Real Betis            | Vlag van Spanje       | Segunda División A | 26         | 2          | 1     | 0     | 0              | 0              | 27     | 2      |
| 2010/11         | CD Tenerife           | Vlag van Spanje       | Segunda División A | 25         | 1          | 0     | 0     | 0              | 0              | 25     | 1      |
| 2011/12         | KAA Gent              | Vlag van België       | Jupiler Pro League | 37         | 3          | 4     | 1     | 0              | 0              | 41     | 4      |
| 2012/13         | KAA Gent              | Vlag van België       | Jupiler Pro League | 22         | 0          | 3     | 2     | 4              | 1              | 20     | 3      |
| 2013/14         | Sheriff Tiraspol      | Vlag van Moldavië     | Divizia Națională  | 23         | 3          | 0     | 0     | 3              | 0              | 26     | 3      |
| 2014/15         | Ergotelis FC          | Vlag van Griekenland  | Super League       | 10         | 1          | 0     | 0     | 0              | 0              | 10     | 1      |
| 2014/15         | FK Simurq Zaqatala    | Vlag van Azerbeidzjan | Premyer Liqası     | 14         | 0          | 0     | 0     | 0              | 0              | 14     | 0      |
| 2015/16         | Neftçi Bakoe          | Vlag van Azerbeidzjan | Premyer Liqası     | 26         | 0          | 0     | 0     | 2              | 0              | 28     | 0      |
| 2016/17         | Reus Deportiu         | Vlag van Spanje       | Segunda Division   | 12         | 0          | 1     | 0     | 0              | 0              | 13     | 0      |
| 2017/18         | CD Mirandés           | Vlag van Spanje       | Segunda División B | 12         | 2          | 2     | 0     | 0              | 0              | 14     | 2      |
| Carrière totaal | Carrière totaal       | Carrière totaal       | Carrière totaal    | 332        | 15         | 19    | 3     | 17             | 2              | 368    | 20     |